# سینکونیدین
سینکونیدین (به انگلیسی: Cinchonidine) با فرمول شیمیایی C۱۹H۲۲N۲O یک ترکیب شیمیایی است. 